# صدری مقصودی آرسال
صدری مقصودی آرسال یا صدرالدین نظام الدینویج مقصوداف (۱۸۷۸–۱۹۵۷) دولتمرد محقق و متفکر برجسته تاتار بود.

## زندگی‌نامه
صدری مقصودی در ۲۳ ژوئیه ۱۸۷۸ در تاش سو در خارج از قازان متولد شد. وی پسر یک آخوند و برادر هادی مقصودی جدیدیست مشهور بود. وی پس از تحصیل در مکتب سنتی و مدرسه اسلامی در کالج معلمان قازان تحصیل کرد. سپس به تحصیل در رشته قانون در پاریس مشغول شد.
صدری مقصودی در سال ۱۹۰۶ به روسیه بازگشت و شروع به فعالیت‌های سیاسی با تمایلات لیبرال ناسیونالیست نمود و رهبر جناح مسلمان در پارلمان روسیه شد.

## فعالیت‌های سیاسی در امپراتوری روسیه

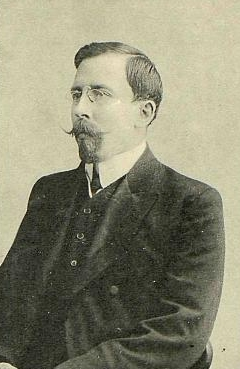
صدری مقصودی، ۱۹۱۰

در بازگشت به روسیه در سال ۱۹۰۶ با استفاده از حقوق اعطا شده در سال ۱۹۰۵ او وارد سیاست شد و به عنوان نماینده پارلمان به مسائل مربوط به مردم تاتار و جامعه مسلمان پرداخت.
رهبر سیاسی/سیاستمدار – صدری مقصودی رهبر اولین جناح سیاسی در تشکل دولتی در دولت اورال-ولگا پس از سقوط خانات قازان در سال ۱۵۵۲ بود. مثل همه مردم دیگر در روسیه تزاری مردمان ترک روسیه با شروع انقلاب ۱۹۱۷ به فعالیت‌های سیاسی پرداختند. پس از چندین کنفرانس در سال ۱۹۱۷ که طی آن‌ها نظرات متفاوت و متضاد در مورد آینده سیاسی مردمان ترک روسیه بیان شد استقلال ملی-فرهنگی ترکهای تاتار روسیه و سیبری در اوفا (در حال حاضر باشقیرستان) اعلام شد. در ۲۲ ژوئیه سال ۱۹۱۷ با پیش‌نویس قانون اساسی توسط صدری مقصودی، انتخابات عمومی برگزار شد پس از آن یک مجلس ملی (ملی مجلس) تشکیل گردید. در نوامبر همان سال صدری مقصودی به عنوان رئیس‌جمهور دولت اورال-ولگا انتخاب شد. اما بلشویکها به این دولت اجازه ادامه کار ندادند. پس از شکست دولت ملی تاتار به دست استالین صدری مقصودی مجبور به مهاجرت به فنلاند شد. در اوایل دهه ۱۹۲۰ صدری مقصودی در برلین به کار علمی ادامه داد و در سال ۱۹۲۵ به آنکارا رفت.

## لینک‌های خارجی و منابع
- Ayda, Adile. Sadri Maksudi Arsal, Istanbul: Kültür Bakanlığı Yayınları, 1991.(ترکی)
- Miftahov, Almaz. From Russia to Turkey: An Intellectual Biography of Sadri Maksudî Arsal (1878-1957), MA Thesis, Bilkent University, Ankara, سپتامبر ۲۰۰۳ توسط Wayback Machine (بایگانی‌شده آوریل ۲۰, ۲۰۰۳). (انگلیسی)
- Pultar, Gönül. Unutulan düşünsel miras, Radikal Newspaper, February 20, 2007. (ترکی)
- Zabirov, Ğabdelxaq, Maqsud baba hem Maqsudilar, Qazan, Tatarstan kitap näşriäte, 2000. - 159s. : il. , tabl. 9(s14) B-195336; SB. (تاتار )